# Mordekáj ben Hillél
Mordekáj ben Hillél (héberül: מרדכי בן הלל), (1250 körül – Nürnberg, 1298. augusztus 1.) a Német-római Birodalom területén működő középkori zsidó hittudós.
Rothenburgi Meir tanítványai közé tartozott. Fő műve a Széfer Mordekháj ('Mordekháj könyve'), amelyben Alfázi halácháit követve, de logikus szerkezet nélkül gyűjtötte össze német és francia zsidó forrásokból a régi haláchikus anyagokat. A későbbi időkben a Széfer Mordekháj több változáson ment keresztül, glosszákat fűztek hozzá, ezért napjainkban megkülönböztethetünk egy ausztriai és egy rajnai változatot a használat helyét tekintve. Ez utóbbiból készítette Samuel Schlettstadt (14. sz.) ismert kivonatát Kiccur Mordekháj néven.
Mordekáj ben Hillél vallásos költeményei is fennmaradtak. Ezek arról nevezetesek, hogy szerzőjük az egyetlen középkori német zsidó költő, aki az arab versmértéket alkalmazta.